# 芙蓉グループ

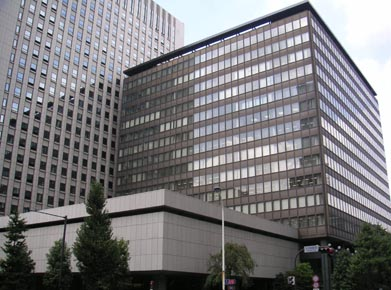
富士銀行本店

芙蓉グループ（ふようグループ、英語：FUYO GROUP）は、安田財閥、浅野財閥、大倉財閥等の系譜を引く企業と富士銀行（現みずほ銀行）の融資系列からなる企業集団である。芙蓉会、芙蓉懇談会に加盟する企業からなる。“芙蓉”の名は、中核だった富士銀行の“富士”の雅称に由来する。芙蓉のローマ字表記の頭文字を取って「Fグループ」とも呼ばれる。
富士銀行との“つながり”がベースとなって形成された企業集団であり、「富士銀行を筆頭とする垂直関係を具備したグループとしての経営支配」ではなく、「グループ企業が互いに対等な関係にあっての業種を超えた交流」といえる。
古川鉄治郎の設立した財団の芙蓉会や、在韓日本婦人の会である芙蓉会は、いずれも芙蓉グループとは別の団体である。

## 歴史
安田財閥の創始者・安田善次郎は「金融業は金融業に徹するべき」という哲学をもっており、三菱・三井・住友のような他の財閥と異なり重工業や通商には参入しなかった。そのため経営資源を金融部門に集中することで金融財閥として成功、安田銀行・安田火災・安田生命などの強力な金融企業を育てた。また沖電気や日本精工などといった旧安田関連の企業へも融資等を行っていたものの、企業の育成や経営支配などについてはおおよそ消極的であった。
安田善次郎の死後になって安田銀行も企業育成に乗り出すようになり、浅野財閥・根津財閥・大倉財閥など小規模財閥への融資を行った。また、新興財閥である森コンツェルン・日産コンツェルンとも親密となる。しかし、これらは融資関係に留まり直系企業として産業を垂直支配しようとする動きはなかった。
第二次世界大戦後、安田財閥の持株会社であった安田保善社は、GHQによる財閥解体令を待たずして自主的に解散。プロパーの安田銀行幹部は安田家による同族経営と決別し、1948年に安田銀行は富士銀行と改称した。これ以降も戦前の小財閥との関係は続いた。

### 経済主流取引
富士は、終戦後、しばらく都市銀行界においてトップの地位にあった。だが、2位の三菱銀行、3位の住友銀行が企業集団を背景にトップの座を目指し猛攻を開始。旧安田財閥には事業部門に優良企業がなかったため、富士は苦戦が目立ち始めた。そこで、案出された戦略が「経済主流取引」であった。「経済主流取引」とは、その時々の経済情勢において、主流を成すと思われる経済主体（当時は大企業）取引を強化しメインバンクとなることであり、富士は東京大学卒の優秀な行員を企画部に配置。「経済主流取引」を任せられる有為な人材の育成に力を注いだ。この「経済主流取引」が全店レベルで実践に移されると、重点を置く企業の取引担当店（主管店）が取引先を調べ、その取引先の所在地の支店と協力しながら、取引を開拓する「躍進三大運動」（預金の躍進、基盤の確立、合理化）を展開した。なお、この「経済主流取引」なる用語を考えた出したのは業務部綜合企画課課長代理であった松沢卓二（のち頭取）であった。
富士を中心とした企業集団が明確に形成されるのは、1950年代のことである。当時常務であった岩佐凱実（のち頭取）が中心となって有力取引先の社長らと懇談を重ね、融資先とのコネクションの形成を担った。そうした中、髙島屋から分離して発足した商社の高島屋飯田が経営不安に陥り、再建策が俎上に載った。当初三井物産などに営業譲渡が模索されたが、結果として富士の主導で丸紅との合併話が進み、丸紅飯田（のち丸紅に改称）が誕生した。これに伴い、融資系列も住友銀行から富士の系列となり、丸紅は富士における融資系列を代表する企業となった。加えて丸紅は富士の融資系列企業との商取引も拡大。これによって、従前、繊維部門偏重だった丸紅は総合商社として脱皮することに成功した。こうして、資金の流れを管理する銀行・モノの流れを管理する商社からなる戦後高度経済成長の企業集団に必要な二つの要素が揃い、芙蓉グループの基礎が整った。

### 芙蓉懇談会・芙蓉会結成
富士は1960年4月、日本鋼管（現JFEホールディングス）の千葉進出計画を契機に富士、丸紅飯田、日本鋼管、昭和電工（現レゾナック・ホールディングス）、東燃石油化学（現東燃化学）、日本油槽船（現日本郵船）による「企画部長会」を結成。徐々に参加メンバーを拡げ、1963年11月にグループ機関誌「F」を創刊した。そして、1964年12月に富士の融資系列企業22社の営業担当役員が一堂に会して、第一回販売促進グループ懇談会を開催。 のちにこの会合を「芙蓉懇談会」と改称した。
同じ頃三菱グループが「BUY三菱」（三菱を買いましょう）運動を始め、1965年に「あなたの三菱、世界の三菱」をグループの共通宣伝標語として三菱グループ企業の従業員とその家族を対象として「三菱ファミリー・ショー」を開催した。すると、これに追随し住友グループ、三井グループも企業集団ぐるみの広報・マーケティングを展開し始めた。
こうした動きを見て、三大財閥の系譜を引かない企業間でグループ化して対抗していかなければならないとの機運が高まり、1966年1月に富士は融資系列に有力財界人を加えて社長会「芙蓉会」を結成。また副社長会「芙二会」、総務部長会「芙総会」、企画部長会「芙水会」と各役職ごとの会も生まれた。
芙蓉グループの特徴として、歴史的な因縁で結ばれた財閥系グループと異なり、合理性のある、反面ドライな繋がりであることが挙げられる。芙蓉懇談会の発足に際しても、富士頭取の岩佐凱実は「歴史的資本的に強く結びついた閉鎖的なものでなく、相互連携のメリットを求め合う友人のような企業の集まりに」と述べている。後に頭取を務めた松澤卓二は「他のグループの企業と連携することは一向に差し支えない」と発言している。
芙蓉グループの発足に沿って、グループの総合化を図ろうとかつての財閥系列以外の企業も積極的にグループに取り込んだほか、共同投資会社の設立も活発となった。この方針に則り、1969年に芙蓉海洋開発、また翌年5月に芙蓉情報センター（現みずほリサーチ&テクノロジーズ）が発足した際には系列以外も含めて出資先は53社を数えた。このほか1972年に芙蓉総合開発（現ヒューリック）、1973年に芙蓉石油開発の共同投資会社も設立した。下記加盟企業にあるように、「融資系列」として親密になったメンバーも多い。しかし、2度のオイルショックによる景気後退で、企業の資金需要が後退し、都市銀行の威光に翳りが見え始めると、1978年頃には富士と非財閥系である三和銀行との合併計画も現出、次第に芙蓉グループは求心力を弱めていく。

### バブル経済後
バブル景気崩壊後は、富士の巨額不良債権問題と公的資金注入および芙蓉懇談会メンバーであった主幹事証券の山一證券の自主廃業、それに連動し富士と安田信託銀行の株式の売り浴びせなど、芙蓉グループに所属する企業は時代の荒波をもろにかぶった。
大倉商事倒産の際には、富士、丸紅、大成建設のトップが集まり、富士が丸紅に大倉商事の全面救済を依願したが丸紅は拒否。また日本鋼管が大倉商事との取引を一時ストップしたことが危機説に拍車をかけたとも謂われた。さらに昭和海運の債務超過による日本郵船への吸収合併の際には富士は冷淡なスタンスに終始した。加えて、日産自動車が経営危機に陥り、ルノーと業務提携を結び同社からカルロス・ゴーンをCOOと招き、リストラを断行した際には、富士は経営計画の策定に関与できなかった。このほか、安田財閥の系譜を引く東邦レーヨンは1960年代に業績不振に陥り、富士の主導で日清紡績傘下に収まったが、1999年10月に帝人が炭素繊維部門の強化を狙い買収。子会社化した。これを機に東邦レーヨンは芙蓉会を脱退した。これら以外にも商社冬の時代による丸紅の経営不振、飛島建設の不良資産なども持ち上がった。
一番の転機は、富士が2000年9月に第一勧業銀行、日本興業銀行とともに設立した持株会社みずほホールディングス（現：みずほフィナンシャルグループ）のもとで経営統合、みずほFGが発足した事が挙げられる。これに伴い、富士は前年秋に芙蓉会の幹事を退き、幹事は丸紅、安田生命、安田火災の3交代制に移行。富士（みずほ銀行）は芙蓉会の一加盟社となった。さらに2000年9月には事務局を丸紅に移した。この後、安田火災は2002年に日産火災と合併し損害保険ジャパン（初代）となり、2010年に損害保険ジャパンは日本興亜損害保険と経営統合。2014年に両社は合併し損害保険ジャパン日本興亜となり、2020年に損害保険ジャパン（2代目）となった。また2004年1月に安田生命も三菱グループの明治生命保険と合併し、明治安田生命保険となった。
2017年現在、芙蓉会はトップの懇親会として26社が加盟し、丸紅、みずほFG、みずほ信託銀行が幹事社を担うが、芙蓉グループとしての活動はほとんど行っておらず、グループとしての活動は64社が加盟する（2017年11月現在）芙蓉懇談会を中心に地道に展開している。

## 広報・広告
みずほFG誕生以前は、他の企業グループと同様に、大阪万博、沖縄海洋博、つくば科学博、大阪花博において芙蓉グループパビリオンを設けグループとしてのPR活動を行った。しかし、愛知万博には出展しなかった。
グループ共同提供テレビ番組としてフジテレビ系で「ザ・ドキュメント タイム&タイド」→「ドキュメント日本人」→「満足!迷い旅」（この3番組は日曜朝8:30-9:00で長らく放送）や、1992年から2002年頃にかけて不定期で放送していた「感動エクスプレス」や、「FISワールドカップジャンプ札幌大会」（北海道放送・TBS系列と札幌テレビ・日本テレビ系列・隔年ごとに放送。）などのテレビ番組を提供していた。現在では提供番組はない。

### CMソング
- 1981年頃〜1985年 杉田二郎
- 1985年〜1989年 「今日も良い日になりそうだ」(円広志)1986年末頃に映像がマイナーチェンジされた。

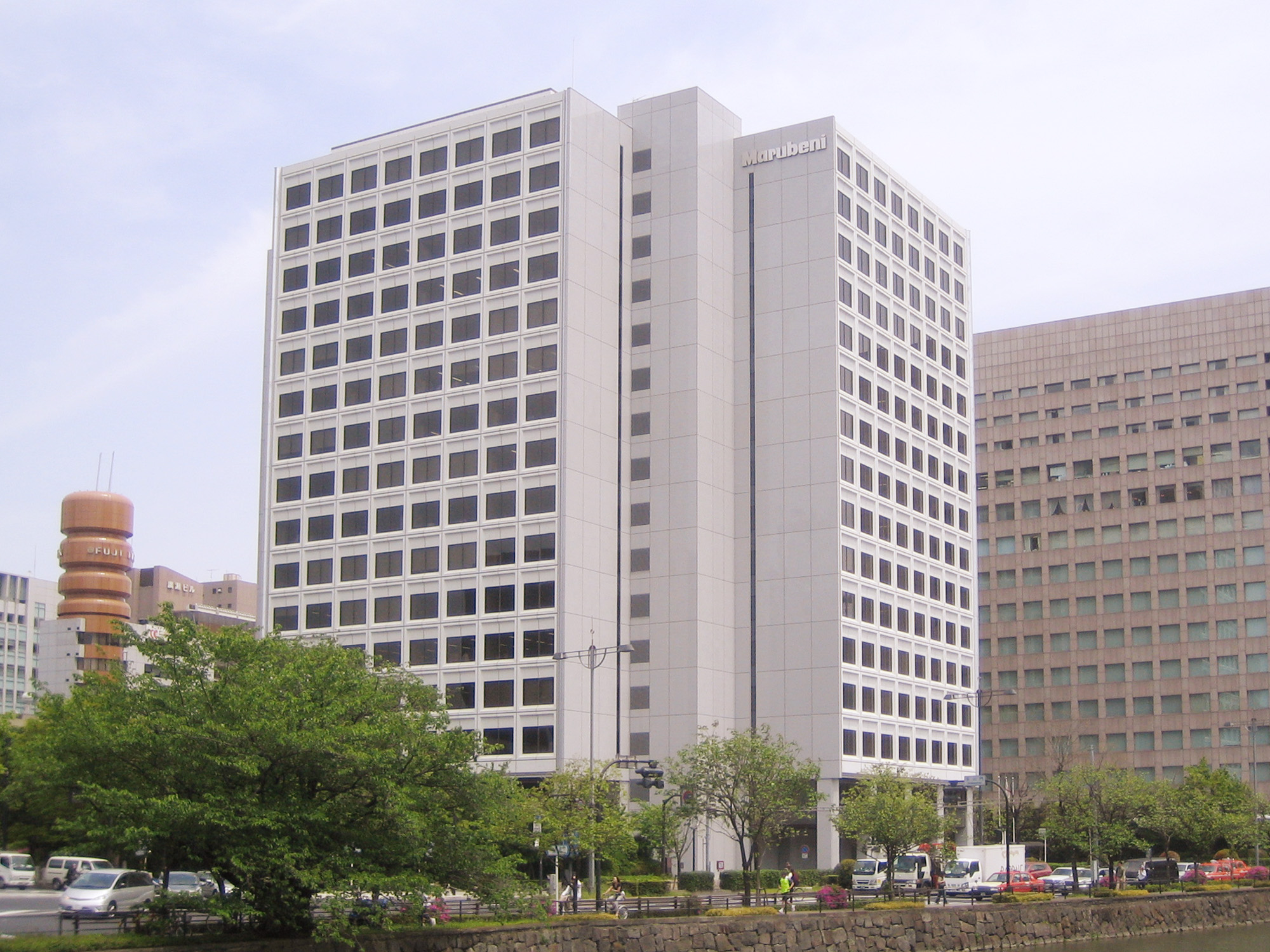
丸紅本社（丸紅ビルヂング）

- 1989年〜2002年 西司

## 芙蓉懇談会加盟企業

### 旧安田財閥
旧安田財閥は以下の通り。

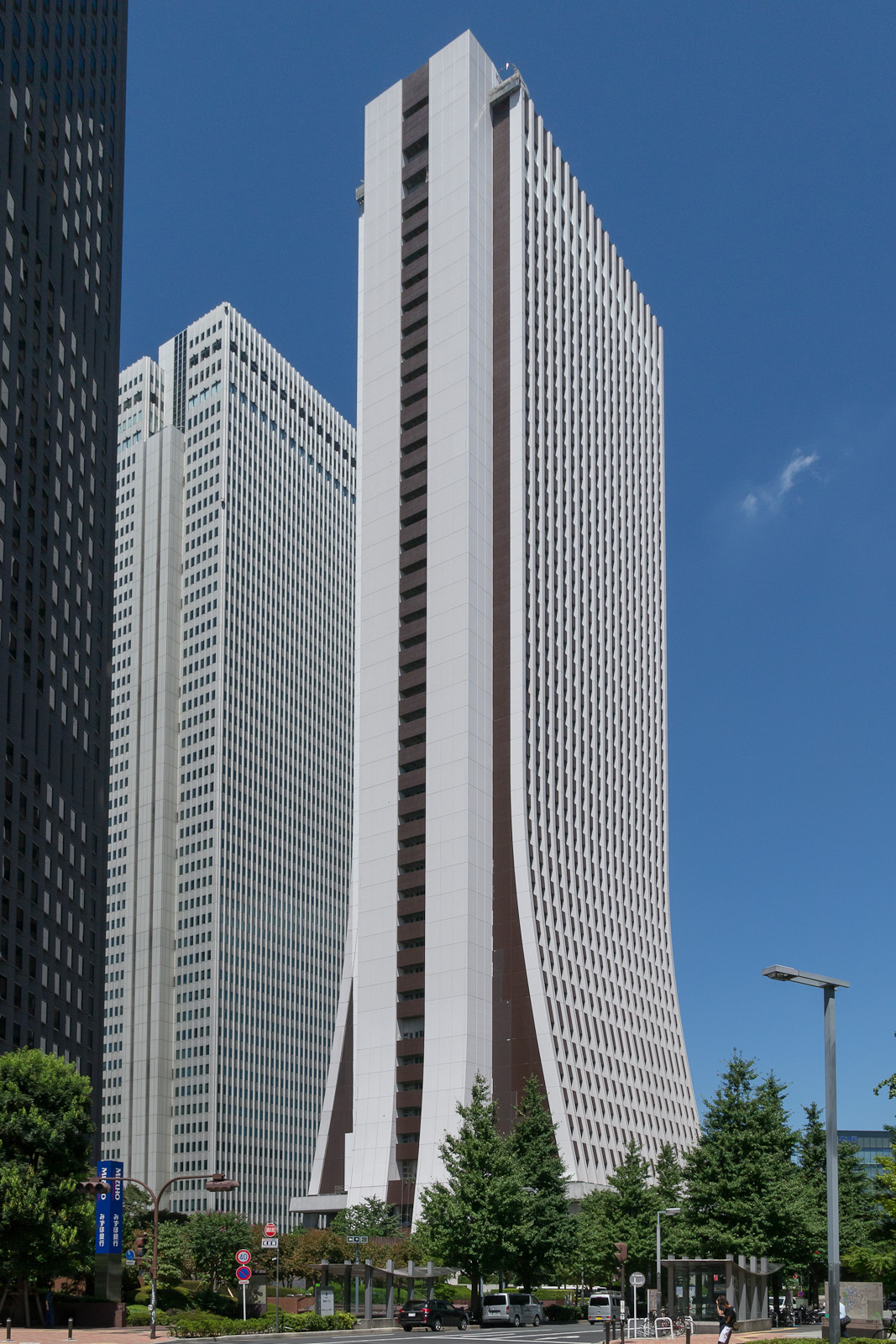
安田火災海上本社ビル
（現：損保ジャパン本社ビル）

- 損害保険ジャパン（旧安田火災）- 旧社の前身である旧日産火災は第一勧銀グループ、旧大成火災は古河グループ。一方、旧日本興亜損害保険の前身である旧日本火災、旧興亜火災、旧太陽火災がいずれも三和グループであったため、みどり会にも加盟している[18]。
- 帝国繊維 - 旧東邦レーヨンから分離独立。
- 東京海上日動（旧日動火災） - 旧東京海上は三菱グループ。
- 東京建物
- 東京建物不動産販売 - 2006年の株式上場を機に正式加盟。
- 明治安田生命（旧安田生命） - 旧明治生命は三菱グループ。
- 安田不動産 - 旧安田保善会の実質上の源流。無論、株主と融資団の大半は旧安田系主要関連企業により構成。
- 安田倉庫 - 旧安田本社の物流・倉庫部門が分離。
- 京浜急行電鉄

#### みずほフィナンシャルグループ
（旧富士銀行）は以下の通り。
- みずほフィナンシャルグループ
- みずほ銀行 - 2013年7月1日、みずほコーポレート銀行がみずほ銀行を吸収合併し、行名をみずほ銀行に変更。
- みずほ信託銀行 - 旧安田信託銀行→旧みずほアセット信託銀行。同名の同系列信託銀行（初代・旧第一勧業富士信託銀行）との三角合併により現社名となる。
- みずほ証券 - 平成の金融ビッグバンを受け設立された旧富士証券が旧第一勧業・旧興銀の両証券と三社合併し設立した旧みずほ証券を、新光証券（日本興業銀行系）が合併し現社名に商号変更。2013年に みずほインベスターズ証券を合併。みずほインベスターズ証券が2001年に合併した大東証券は富士銀行系。みずほインベスターズ証券の前身である旧日本勧業角丸証券は第一勧銀系だが、同証券の前身の一つである角丸証券は富士銀行の親密取引先であった。
- ユーシーカード - 富士銀行・第一勧業銀行などの出資によって設立。旧：日本ダイナースクラブ（現：三井住友トラストクラブ）からの富士銀行の資本撤退を受け、同社がその機能を引き継いだ。
- 芙蓉総合リース - 安信リース（旧安田信託銀行系）や安田リース（旧安田生命系）を吸収合併。

### 旧浅野財閥
旧浅野財閥は以下の通り。
- JFEホールディングス（旧日本鋼管。旧鶴見造船の造船事業が母体）
- 太平洋セメント（旧日本セメント）- 旧秩父小野田は第一勧銀・三井グループ
- 東亜建設工業 - 安田・渋沢との共同出資により設立。
- 日本酸素ホールディングス（旧日本酸素）- 三菱ケミカルホールディングスが筆頭株主（2017年3月末現在）。
- 沖電気工業 (OKI) - 日本の通信機メーカー・明工舎（沖牙太郎により設立）を買収、のち創業者の苗字をとって現社名に。主な子会社にOKIクロステック（旧沖ウィンテック・沖電気カスタマアドテック）・沖電線・沖データがあり、かつては証券事業（戦前）や電話機事業、半導体事業（現：OKIセミコンダクタ・ローム子会社）も手掛けていた。

### 旧日産コンツェルン
旧日産コンツェルン系列（春光グループ）は以下の通り。
- ニチレイ（旧日本冷蔵） - 本来は富士・勧銀・興銀の三行による協調融資だが、第一次再編後（2000年代）は当時のUFJ銀行（旧三和銀行・旧東海銀行）と急接近。
- 日産自動車 - 1990年代後半にフランスのルノー傘下になったが、2023年に相互15.0%の相互所有に。
- ニッスイ（旧日本水産）
- 日油（旧日本油脂）
- 日立製作所 - 旧三和銀行（現三菱UFJ銀行）の融資系列で構成される三和グループの三水会およびみどり会[18]、第一勧銀グループの三金会にも加盟。

### 旧大倉財閥
旧大倉財閥は以下の通り。
- 大成建設
- 大成ユーレック（旧大成プレハブ） - プレハブ住宅の全国展開を前提に設立した大成建設子会社。90年代のCI導入により現社
- 大成有楽不動産 - 大成建設の不動産子会社で、首都圏を主体に展開。
- 大成建設ハウジング
- 大成ロテック
- ホテルオークラ

### 旧根津財閥
旧根津財閥は以下の通り。
- サッポロビール - 三井グループでもあり、この繋がりから富士銀行が三井物産のメインバンクになった時期もあった。ちなみにヱビスビールは旧日本麦酒（ニッポンビール）の商標である。
- 東武鉄道 - 長らく旧根津財閥の本家であった。社長は根津嘉澄。
- 日清製粉グループ本社 - 正田家のかつての創業事業の一つであり、正田醤油は事実上の兄弟会社にあたる。
- 日清紡ホールディングス - 東邦テナックス（旧東邦レーヨン）の元親会社。
- 日本精工 - 元は旧安田製釘所（現：安田工業）のOB会社。このため戦時中に旧安田銀行の軍需指定を取り付けたことにより、今日の芙蓉グループとの関係を持つこととなる。

### 旧理研コンツェルン系列
旧理研コンツェルン系列は以下の通り。
- オカモト - 旧岡本理研ゴム。派生会社に不二ラテックス（事実上の兄弟会社）と理研コランダム（同社が筆頭株主）があり、倒産した世界長の再建スポンサーでもある。また、『イチジク浣腸』で有名なイチジク製薬を買収した事でも知られている。かつてはミシュランタイヤの国内における合弁相手であった（旧：ミシュラン・オカモト・タイヤ、現：日本ミシュランタイヤ）。

### 旧森コンツェルン系列
旧森コンツェルン系列は以下の通り。
- レゾナック・ホールディングス - 兄弟会社に味の素（鈴木三郎助らにより設立）がある。

### 旧大建系列
- 丸紅 - 兄弟会社に伊藤忠商事（旧第一勧銀グループ）があり、合弁会社に伊藤忠丸紅鉄鋼等を持つ。
- クレハ（旧呉羽化学工業） - メインバンク（みずほ銀行）の系列色が濃厚。これは前述の丸紅の影響もある。直接の兄弟会社に東洋紡（旧呉羽紡績を吸収合併）があり、子会社の呉羽テック）とクレハエラストマー（旧呉羽紡績の合成ゴム・化学品部門）はその事業継承会社にあたる。

### 旧富士銀行融資系列
- アヴァンティスタッフ - 日本キャリエール（旧富士銀行系）と丸紅パーソネル・サポート（旧丸紅系）の2社が2002年1月に合併して誕生した。人材派遣を中心とする人材サービス業。
- アキレス
- ヤマダホームズ （旧ヤマダ・エスバイエルホーム） - ヤマダ電機の連結子会社。旧大和銀行（現りそな銀行）のグループ関連組織の大輪会にも加盟。
- 片倉工業 - 戦前までは三井財閥の影響下に置かれていた。そのため、現在も三井物産が実質的な筆頭株主となっている。三井財閥時代では富岡製糸場等の製造拠点も持っていた。
- キヤノンマーケティングジャパン（旧キヤノン販売）。同グループの社長会である芙蓉会には今日まで親会社のキヤノンが参加。
- カヤバ - 旧浅野財閥との関係が深い。浅野総一郎の次男である浅野良三が社長を歴任(浅野良三の息子・浅野開作は専務を勤めた)。
- グランドニッコー東京
- 京浜急行電鉄 - 旧大東急より分離。東急に合併される前の京浜電気鉄道は安田財閥・浅野財閥との関係が深い。
- パレスホテルチェーン  - 旧三和銀行（現三菱UFJ銀行）の融資系列で構成される三和グループのみどり会にも加盟[18]。
- 五洋建設
- SUMINOE - 髙島屋 （三和グループの三水会およびみどり会に加盟[18]。）や旧高島屋飯田とは同根の間柄で、各社共に株式を持ち合っている（うち高島屋は同社の筆頭株主）。
- 大気社 - 塗装プラントで世界二位。
- 宝ホールディングス
- TPR（旧帝国ピストンリング（帝國ピストンリング））
- 鉄建建設
- 東京機械製作所
- 飛島建設 - 熊谷組と道路工事関連で提携、ガイアート T・Kを合弁会社にもつ。
- 西松建設
- ニッタン
- 前田建設工業 - 飛島建設から独立。傘下に東洋建設（三和グループの三水会およびみどり会に加盟[18]。）を持つ。
- 松井建設 - 富山県発祥の建設業。
- 松田平田設計（旧松田平田）
- 前川製作所 - 2016年11月加盟[19]。
- クレディセゾン（旧緑屋）- 緑屋が経営不振に陥り丸紅が再建に当たる。だが、再建が叶わず西武流通グループ傘下となる[20]。後に月賦販売部門から撤退。総合金融業へ業態転換。緑屋時代からの富士の系譜を継ぎ、みずほ銀行がメインバンクを担う[21]。

### グループ共同
- クオラス（旧富士アドシステム） - フジサンケイグループとの共同出資。フジサンケイ系の広告代理関連部門の大再編により現社名へ。
- ヒューリック - 旧芙蓉総合開発（旧芙蓉開発）を吸収合併。母体は芙蓉グループ複数社により設立した旧千秋商事と旧日本橋興業が母体。

### 他行の融資系列
- クボタ - 旧住友銀行系。
- 淀川製鋼所 - 旧大和銀行（現りそな銀行）系。グループ関連組織の大輪会に参加。

## 芙蓉グループに近い企業
以下は、芙蓉懇談会に正式に名を連ねていないものの、芙蓉グループと歴史的・資本的結びつきのある企業である。
- オースチン・モーター・カンパニー - 1952年、日産自動車とイギリスのオースチン車2000台をノックダウン生産し、オースチン・ブランドで販売する契約を結ぶ。この契約には3年以内に部品すべてをローカライズ(日本国の視点では「国産化」)する条項も盛り込まれていた。
- LGエレクトロニクス - 2000年11月に日立製作所と大韓民国のLGエレクトロニクスの合弁日立LGデータストレージを設立。
- スクウェア・エニックス - 存続会社のエニックスが芙蓉グループ（芙蓉会）金融部門が大株主となっていた。
- 科研製薬 - 筆頭株主の東レ（東邦生命から持株譲受を受け）と事業提携。
- キッセイ薬品工業
- 栗本鐵工所
- シナネンホールディングス（旧：品川燃料） - 伊藤忠系列の伊藤忠エネクスの元持分法適用会社。
- 松竹／歌舞伎座
- ENEOS - エクソンモービル系。前身会社の一つ、東燃が芙蓉グループの社長会・芙蓉会に加盟していた。
- 日産化学（旧：日産化学工業）
- 日本工営
- 日本製紙 - 三井グループ。なお、もともと芙蓉グループには前身会社の一つ・山陽国策パルプが参加していた。同社が三井系の十條製紙と合併して成立したのが日本製紙である（但し、芙蓉グループの社長会・芙蓉会には加盟していたものの、旧富士銀行が取引銀行から外れていたため芙蓉懇談会には加盟せず）。
- フジテレビジョン - クオラスの親会社で、旧富士アドシステムに芙蓉グループと共同で出資していた。また、以前いくつかの番組を芙蓉グループが提供していた。
- ファルテック - 自動車部品メーカー・アルティア橋本の持株会社。
- フォルクスワーゲン - サンタナは日本では1984年から1990年まで、日産自動車によって神奈川県座間市にあった日産自動車座間工場でノックダウン生産・販売された。しかし、1991年、ドイツのフォルクスワーゲンは、日本での販売に関してトヨタ自動車（三井グループ）と提携、日産との提携は解消された。
- 本田技研工業 - 2024年12月18日に日産自動車とが経営統合へ協議。
- ミツウロコグループホールディングス（旧：ミツウロコ） - 独立系（戦前は三井物産との合弁会社であったが財閥解体により独立系となる）。
- そごう・西武 - 西武百貨店・そごうの運営会社。両社と富士銀行との関係は良好であった。
- 安田学園教育会 - 学校法人であるが、理事会役員を芙蓉グループの重役・重役経験者で占めている。
- ヤマトホールディングス・ヤマト運輸 - 富士銀行時代からみずほ銀行がHDの大株主になっている。
- アズビル - 芙蓉総合リースの大株主になっている。
- 横河電機 - 社長会の芙蓉会には加盟しているが、芙蓉懇談会には参加していない。
- 横河レンタ・リース - 芙蓉グループの横河電機と芙蓉総合リースの合弁会社。富士銀行時代からの融資系列。現在の社長は、みずほフィナンシャルグループの元・常務執行役員。
- 理研計器
- 理研コランダム - オカモトが筆頭株主。
- リコー - 旧東海銀行系でもある。
- バンダイナムコホールディングス/バンダイナムコエンターテインメント（旧ナムコ）

### 他行の融資系列
- エフエム東京（TOKYO FM・TFM） - 旧第一勧銀系。
- シャープ - 旧三和銀行系。三和グループの社長会である三水会には加盟しているが、歴史的関係からみどり会には未加盟である。
- ENEOSホールディングス/ENEOS - 三菱グループ、メインバンクは三井住友銀行（旧三井銀行→さくら銀行系）。
- 髙島屋 - 旧三和銀行系。三和グループの三水会およびみどり会に加盟[18]。
- 帝人 - 旧三和銀行系。三和グループの三水会およびみどり会に加盟[18]。旧鈴木商店系列でもある。芙蓉グループであった東邦テナックス（旧東邦レーヨン）を吸収合併。
- 阪急阪神東宝グループ/阪急阪神ホールディングス - 旧三和銀行系。三和グループの三水会およびみどり会に加盟[注 5]。パレスホテルの設立母体・大株主の一つ。吉原政智は安田保善社出身で、東洋汽船、東京會舘（三和グループのみどり会[18]に加盟。）社長等を経てパレスホテル初代社長となった。小林一三は吉原政智の岳父。
  - 阪急電鉄
- テルモ - 旧三菱銀行系。過去に森下仁丹（三和グループのみどり会に加盟[18]。）傘下に入っていた時期があった。
- ケンタッキーフライドチキン（元は三菱商事系）
- UDトラックス（旧：日産ディーゼル） - 旧日産系列だが、現在はいすゞ自動車の子会社。元主要株主だった日産自動車とは近年、関係が疎遠になってきている。
- カナデビア（旧：日立造船） - 旧三和銀行系。三和グループの三水会およびみどり会に加盟[18]。旧興銀系、春光グループ（旧日産コンツェルン）でもある。
- ライオン
- 松坂屋 - 旧東海銀・旧あさひ銀系。
  - J.フロント リテイリング
- 三井物産 - 旧三井銀行系。
- 日本ビクター - 旧興銀系。
- 日本流通産業
- バンダイ - 旧三和銀行系。
- タカラトミー（旧トミー）
  - タカラトミーアーツ
- 洋服の青山
- 丸美屋食品

### 注
1. ↑  なお、富士銀の統合先である現在の“みずほFG”のみずほは瑞穂で“日本国”の美称。
2. ↑  富士は1950年代から共同事業の取り組みを開始し、昭和電工の石油化学進出にあたって融資系列によって1956年に昭和油化を設立した（1979年に昭和電工と合併）。また1960年に日産・日立グループが東京原子力産業研究所を設立した際には、富士は三和銀行と共に参加した[9]。
3. ↑  1960年には芙蓉懇談会・芙蓉会の発足に先んじて、富士、丸紅、日本鋼管、昭和電工、大成建設など17社によって芙蓉開発も発足している。
4. ↑  松沢頭取が三和の赤司俊雄頭取と合併に向け話し合いを始めるが、三和のドンであった日銀出身の渡辺忠雄相談役名誉会長が合併に反対したため、合併話は流れた[11]。
5. ↑  厳密には阪急阪神ホールディングスは三水会にのみ加盟しており、阪急阪神東宝グループのメンバー企業では阪急電鉄、阪急阪神百貨店、東宝、阪急阪神ホテルズ、阪急阪神不動産がみどり会にのみ加盟している[18]。